# Salammbô (Rakhmàninov)
Salammbô és una òpera projectada pel compositor rus Serguei Rakhmàninov cap al 1906. S'havia de basar en la novel·la homònima de Gustave Flaubert. La idea fou pensada durant molt de temps, però Rakhmàninov no va trobar un llibretista adequat i va avortar la idea quan la seva dona i la seva filla van emmalaltir.